# ناتالیا سانچس (ژیمناست ریتمیک)
ناتالیا سانچس (ژیمناست ریتمیک) (به انگلیسی: Natalia Sánchez (rhythmic gymnast)) ژیمناست زادهٔ ۱۲ مهٔ ۱۹۸۸ میلادی اهل کشور کلمبیا است.